# Маклаково (Шуйский район)
Маклаково — деревня в Шуйском районе Ивановской области. Входит в состав Колобовского городского поселения.

## География
Находится в южной части Ивановской области на расстоянии приблизительно 15 км на юг-юго-восток по прямой от районного центра города Шуя.

## История
На карте 1780 года деревня уже была. В 1859 году здесь (тогда деревня в составе Ковровского уезда Владимирской губернии) было учтено 9 дворов.

## Население
Постоянное население составляло 68 человек (1859 год), 21 в 2002 году (русские 100 %), 10 в 2010.